# 薩摩川内市消防局
薩摩川内市消防局（さつませんだいししょうぼうきょく）は、鹿児島県薩摩川内市の消防部局（消防本部）。管轄区域は薩摩川内市の全域。

## 概要
- 消防局本部：薩摩川内市中郷町5031番1号
- 管内面積：683.50km2
- 職員：154人
- 消防署3カ所、分署2カ所、分駐所2カ所

## 沿革
- 2004年10月12日　川内市、薩摩郡樋脇町、入来町、東郷町、祁答院町、里村、上甑村、下甑村及び鹿島村の新設合併により薩摩川内市が発足する。
  - 川内市、樋脇町、入来町、東郷町、里村、上甑村、下甑村及び鹿島村で設立していた川内地区消防組合が解散し、祁答院町は祁答地区消防組合から脱退する。
  - 薩摩川内市消防局、中央消防署、東部消防署及び西部消防署を開設する。祁答地区消防組合の管轄区域であった旧祁答院町に祁答院分署を開設する。
- 2014年7月22日　原田町から中郷町に消防局・中央消防署が新築移転。

## 組織
- 本部 - 消防総務課、警防課、予防課、通信指令課
- 消防署

## 主力機械
2017年（平成29年）4月1日現在、以下合計53台が配備されている。
- 消防ポンプ車：2
- 水槽付ポンプ車：7
- はしご車：1
- 電源照明車：1
- 救助工作車：1
- 大型高所放水車：1
- 大型化学車：1
- 泡原液搬送車：1
- 資機材搬送車：3
- 高規格救急車：7
- 救急車：3
- 指揮車：5
- 指令車：1
- 連絡車：7
- 調査車：2
- 支援車：1
- コンテナ車：1
- 燃料補給車：1
- 重機搬送車：1
- 災害弱者搬送車：1
- 人員輸送車：1
- ミニ積載車：2
- 予防指導車：1
- 訓練指導車：1

なお燃料補給車、重機、重機搬送車、支援車は総務省消防庁からの無償貸与車両である。

## 消防署
薩摩川内市消防局には以下の消防署及び分署、分駐所が設置されている。
| 消防署     | 住所                 | 分署                        | 分駐所                                                |
| ---------- | -------------------- | --------------------------- | ----------------------------------------------------- |
| 中央消防署 | 中郷町5031番1号      | 南部：若松町8番20号         | 上甑：上甑町中甑481番地1号 下甑：下甑町長浜101番地4号 |
| 東部消防署 | 入来町浦之名727番2号 | 祁答院：祁答院町下手43番1号 | なし                                                  |
| 西部消防署 | 水引町3397番2号      | なし                        | なし                                                  |